# Cork City
Der Cork City Football Club, (irisch Cumann Peile Chathair Chorcaigh) ist ein 1984 gegründeter irischer Fußballverein aus Cork. Cork City spielt seit 2025 in der League of Ireland Premier Division, der höchsten irischen Spielklasse.

## Geschichte

Altes Logo des Cork City FC

Die Geschichte des professionellen Fußballs in der zweitgrößten Stadt der Republik Irland ist reich an nationalen Erfolgen, aber auch wegen zahlreicher Namensänderungen, Konkursen und Neugründungen sehr unübersichtlich.
Nachdem sich 1976 die Cork Hibernians, 1979 Cork Celtic und 1982 Cork United aufgelöst hatten, war die Stadt im Profifußball plötzlich gar nicht mehr vertreten. Aus diesem Grund wurde 1984 der Cork City FC gegründet und sofort in die höchste irische Liga, der League of Ireland, aufgenommen.
In der Saison 1938/39 hatte bereits ein Verein gleichen Namens als direkter Nachfolger des Cork FC bzw. des FC Fordsons United in der höchsten Spielklasse um Punkte gekämpft. Der Verein wurde jedoch schon ein Jahr später in Cork United umbenannt.
In den  ersten Jahren war der neue Cork City FC wenig erfolgreich. So gelang in der Spielzeit 1985/86 kein einziger Heimsieg und der Abstieg in die First Division genannte zweite Liga konnte nur durch ein um ein Tor besseres Torverhältnis zum Shelbourne FC vermieden werden. Ein erster größerer Erfolg war 1988 der erste von bisher drei Siegen (1988, 1995, 1999) im Ligapokal der League of Ireland. Danach ging es sportlich aufwärts. Von 1991 bis 1994 gehörte Cork City jeweils zu den besten drei irischen Mannschaften, 1993 wurde der Verein erstmals Meister und erreichte in der Folge die erste Hauptrunde des Europapokals. Zunächst  wurde in der Qualifikationsrunde gegen die walisische Mannschaft Cwmbran Town gespielt. Während man das Hinspiel mit 3:2 Toren verlor, konnte das Rückspiel im heimischen Stadion mit 2:1 gewonnen werden. Aufgrund der Auswärtstorregel erreichte Cork City FC mit 4:4 Toren die erste Hauptrunde. Dort spielte der CCFC gegen die türkische Spitzenmannschaft Galatasaray Istanbul. Das Spiel in Istanbul wurde mit 1:2 verloren, im Rückspiel gab es eine 0:1-Niederlage. 1998 gelang der Gewinn des irischen Pokals in zwei Endspielen gegen Shelbourne FC. 2007 konnte der Triumph mit einem 1:0-Sieg gegen Longford Town wiederholt werden.

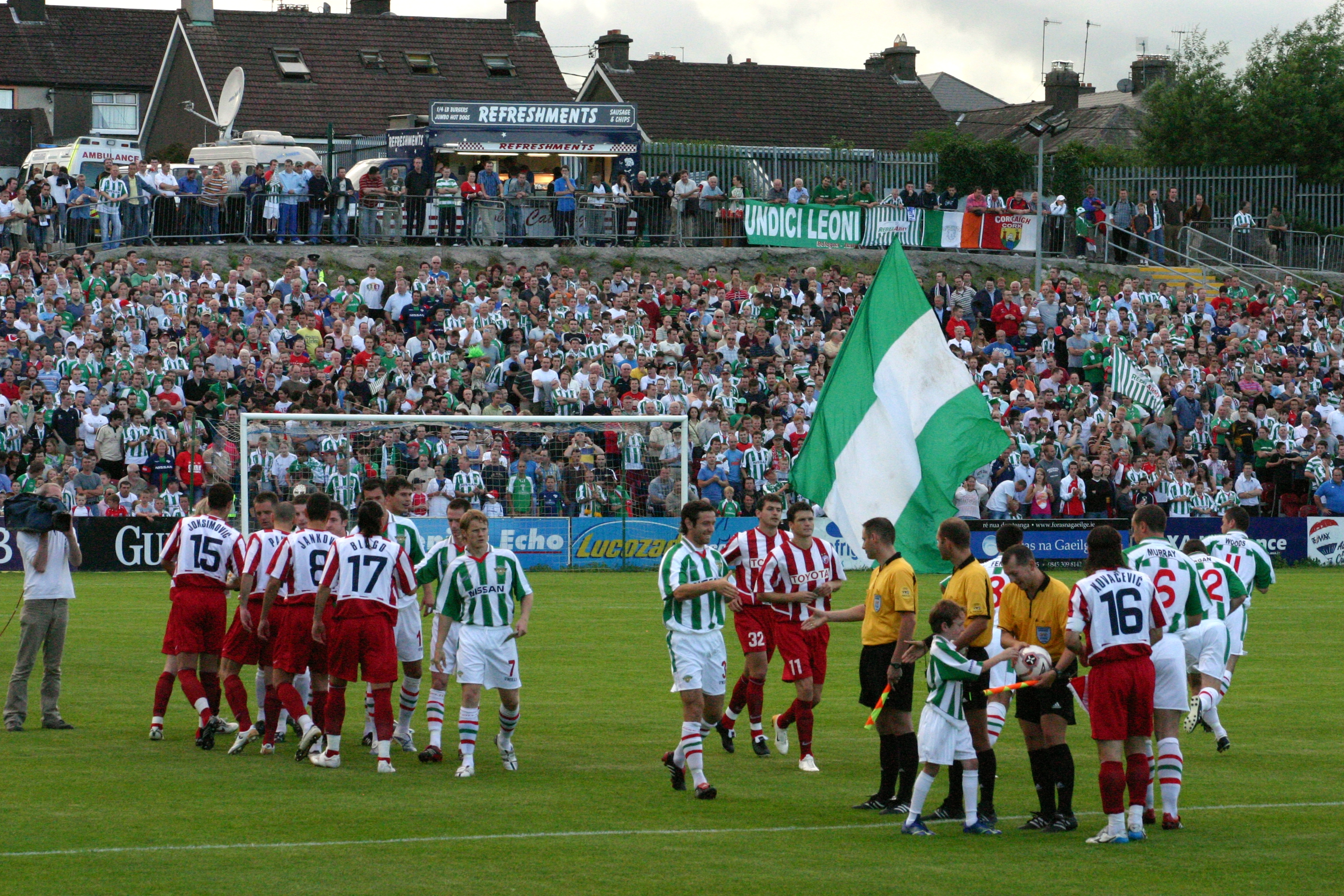
Cork City – Crvena Zvezda, 2006

Nachdem Irland 2003 die Austragungszeit der Meisterschaft an die Kalenderjahre angepasst hatte, wurde Cork City 2004 Vizemeister und konnte 2005 erneut den Meistertitel holen.
Mit Roy O’Donovan stellt Cork den teuersten Transferwechsel in der Geschichte der Eircomleague. Das junge Stürmertalent wechselte 2007 für 500.000 Euro zum englischen Erstligisten FC Sunderland.
Am 1. November 2008 konnte sich der Verein in einem packenden Finale des Setanta Sports Cup gegen Glentorane mit 2:1 Toren durchsetzen, nachdem Cork City zur Halbzeit noch mit 0:1 im Rückstand lag.

## Erfolge
- Irischer Meister (3)
  - 1992/93, 2005, 2017

- Pokalsieger der Republik Irland (4)
  - 1998, 2007, 2016, 2017

- Irischer Supercup (3)
  - 2016, 2017, 2018

- Irischer Ligapokalsieger (3)
  - 1987/88, 1994/95, 1998/99

- Setanta Sports Cup (1)
  - 2008

### Europapokalbilanz
| Saison    | Wettbewerb                  | Runde                  | Gegner                 | Gesamt    | Hin     | Rück          |
| --------- | --------------------------- | ---------------------- | ---------------------- | --------- | ------- | ------------- |
| 1989/90   | Europapokal der Pokalsieger | 1. Runde               | Torpedo Moskau         | 0:6       | 0:5 (A) | 0:1 (H)       |
| 1991/92   | UEFA-Pokal                  | 1. Runde               | FC Bayern München      | 1:3       | 1:1 (H) | 0:2 (A)       |
| 1993/94   | UEFA Champions League       | Vorrunde               | Cwmbran Town           | (a)4:4(a) | 2:3 (A) | 2:1 (H)       |
| 1993/94   | UEFA Champions League       | 1. Runde               | Galatasaray Istanbul   | 1:3       | 1:2 (A) | 0:1 (H)       |
| 1994/95   | UEFA-Pokal                  | Vorrunde               | Slavia Prag            | 0:6       | 0:2 (A) | 0:4 (H)       |
| 1997      | UEFA Intertoto Cup          | Gruppenphase           | Standard Lüttich       | 0:0       | 0:0 (H) |               |
| 1997      | UEFA Intertoto Cup          | Gruppenphase           | Maccabi Petach Tikwa   | 0:0       | 0:0 (A) |               |
| 1997      | UEFA Intertoto Cup          | Gruppenphase           | 1. FC Köln             | 0:2       | 0:2 (H) |               |
| 1997      | UEFA Intertoto Cup          | Gruppenphase           | FC Aarau               | 0:0       | 0:0 (A) |               |
| 1998/99   | Europapokal der Pokalsieger | Qualifikation          | ZSKA Kiew              | 2:3       | 2:1 (H) | 0:2 (A)       |
| 1999/2000 | UEFA-Pokal                  | Qualifikation          | IFK Göteborg           | 1:3       | 0:3 (A) | 1:0 (H)       |
| 2000/01   | UEFA-Pokal                  | Qualifikation          | Lausanne-Sports        | 0:2       | 0:1 (A) | 0:1 (H)       |
| 2001      | UEFA Intertoto Cup          | 1. Runde               | FK Liepājas Metalurgs  | 1:3       | 0:1 (H) | 1:2 (A)       |
| 2004      | UEFA Intertoto Cup          | 1. Runde               | Malmö FF               | 4:1       | 3:1 (H) | 1:0 (A)       |
| 2004      | UEFA Intertoto Cup          | 2. Runde               | NEC Nijmegen           | 1:0       | 0:0 (A) | 1:0 (H)       |
| 2004      | UEFA Intertoto Cup          | 3. Runde               | FC Nantes              | 2:4       | 1:3 (A) | 1:1 (H)       |
| 2005/06   | UEFA-Pokal                  | 1. Qualifikationsrunde | Ekranas Panevėžys      | 2:1       | 2:0 (A) | 0:1 (H)       |
| 2005/06   | UEFA-Pokal                  | 2. Qualifikationsrunde | Djurgårdens IF         | (a)1:1(a) | 1:1 (A) | 0:0 (H)       |
| 2005/06   | UEFA-Pokal                  | 1. Runde               | Slavia Prag            | 1:4       | 0:2 (A) | 1:2 (H)       |
| 2006/07   | UEFA Champions League       | 1. Qualifikationsrunde | Apollon Limassol       | 2:1       | 1:0 (H) | 1:1 (A)       |
| 2006/07   | UEFA Champions League       | 2. Qualifikationsrunde | FK Roter Stern Belgrad | 0:4       | 0:1 (H) | 0:3 (A)       |
| 2007      | UEFA Intertoto Cup          | 1. Runde               | Valur Reykjavík        | 2:1       | 2:0 (A) | 0:1 (H)       |
| 2007      | UEFA Intertoto Cup          | 2. Runde               | Hammarby IF            | 1:2       | 1:1 (H) | 0:1 (H)       |
| 2008/09   | UEFA-Pokal                  | 1. Qualifikationsrunde | Haka Valkeakoski       | 2:6       | 2:2 (H) | 0:4 (A)       |
| 2015/16   | UEFA Europa League          | 1. Qualifikationsrunde | KR Reykjavík           | 2:3       | 1:1 (H) | 1:2 n. V. (A) |
| 2016/17   | UEFA Europa League          | 1. Qualifikationsrunde | Linfield FC            | 2:1       | 1:0 (A) | 1:1 (H)       |
| 2016/17   | UEFA Europa League          | 2. Qualifikationsrunde | BK Häcken              | 2:1       | 1:1 (A) | 1:0 (H)       |
| 2016/17   | UEFA Europa League          | 3. Qualifikationsrunde | KRC Genk               | 1:3       | 0:1 (A) | 1:2 (H)       |
| 2017/18   | UEFA Europa League          | 1. Qualifikationsrunde | FC Levadia Tallinn     | 6:2       | 2:0 (A) | 4:2 (H)       |
| 2017/18   | UEFA Europa League          | 2. Qualifikationsrunde | AEK Larnaka            | 0:2       | 0:1 (H) | 0:1 (A)       |
| 2018/19   | UEFA Champions League       | 1. Qualifikationsrunde | Legia Warschau         | 0:4       | 0:1 (H) | 0:3 (A)       |
| 2018/19   | UEFA Europa League          | 3. Qualifikationsrunde | Rosenborg Trondheim    | 0:5       | 0:2 (H) | 0:3 (A)       |
| 2019/20   | UEFA Europa League          | 1. Qualifikationsrunde | FC Progrès Niederkorn  | 2:3       | 0:2 (H) | 2:1 (A)       |

Gesamtbilanz: 62 Spiele, 14 Siege, 14 Unentschieden, 34 Niederlagen, 43:84 Tore (Tordifferenz −41)
Stand: 29. August 2024